# Beiwan
Beiwan (kinesiska: 北湾) är en köping i nordvästra Kina. Den ligger i Jingyuan härad i staden Baiyin i provinsen Gansu, omkring 80 kilometer nordost om provinshuvudstaden Lanzhou. Antalet invånare är 36241. Befolkningen består av 17 759 kvinnor och 18 482 män. Barn under 15 år utgör 17,0 %, vuxna 15-64 år 74 %, och äldre över 65 år 8,0 %.